# Discerceis kensleyi
Discerceis kensleyi là một loài chân đều trong họ Sphaeromatidae. Loài này được Schotte miêu tả khoa học năm 2005.